# الامپو
الامپو (نپالی: आलाम्पु) یک روستا در نپال است که در بخش دولاکا در منطقه جاناکپور واقع شده‌است.

## خصوصیات
الامپو ۳٬۳۹۲ نفر جمعیت دارد.